# Xenoplaxa
Xenoplaxa é um gênero de traça pertencente à família Agonoxenidae.